# Herrarnas skeleton vid olympiska vinterspelen 2006
Herrarnas skeleton i olympiska vinterspelen 2006 hölls i anläggningen Cesana Pariol i Turin den 17 februari 2006. 

## Medaljörer
| Spel               | Guld               | Silver           | Brons                 |
| Herrarnas skeleton | Duff Gibson Kanada | Jeff Pain Kanada | Gregor Stähli Schweiz |

## Resultat
| Placering | Namn                | Land           | Åk 1    | Åk 2    | Totalt  | Skillnad |
| --------- | ------------------- | -------------- | ------- | ------- | ------- | -------- |
| 1         | Duff Gibson         | Kanada         | 0:57,80 | 0:58,08 | 1:55,88 | —        |
| 2         | Jeff Pain           | Kanada         | 0:57,98 | 0:58,16 | 1:56,14 | +0,26    |
| 3         | Gregor Stähli       | Schweiz        | 0:58,39 | 0:58,41 | 1:56,80 | +0,92    |
| 4         | Paul Boehm          | Kanada         | 0:58,61 | 0:58,45 | 1:57,06 | +1,18    |
| 5         | Kristan Bromley     | Storbritannien | 0:58,35 | 0:58,75 | 1:57,10 | +1,22    |
| 6         | Eric Bernotas       | USA            | 0:58,43 | 0:58,76 | 1:57,19 | +1,31    |
| 7         | Martins Dukurs      | Lettland       | 0:58,79 | 0:58,60 | 1:57,39 | +1,51    |
| 8         | Adam Pengilly       | Storbritannien | 0:58,37 | 0:59,09 | 1:57,46 | +1,58    |
| 9         | Sebastian Haupt     | Tyskland       | 0:58,48 | 0:59,10 | 1:57,58 | +1,70    |
| 10        | Ben Sandford        | Nya Zeeland    | 0:59,16 | 0:58,60 | 1:57,76 | +1,88    |
| 11        | Kazuhiro Koshi      | Japan          | 0:58,65 | 0:59,40 | 1:58,05 | +2,17    |
| 12        | Maurizio Oioli      | Italien        | 0:59,28 | 0:59,24 | 1:58,52 | +2,64    |
| 13        | Martin Rettl        | Österrike      | 0:59,23 | 0:59,53 | 1:58,76 | +2,88    |
| 14        | Phillippe Cavoret   | Frankrike      | 0:59,79 | 0:59,08 | 1:58,87 | +2,99    |
| 15        | Alexander Tretiakov | Ryssland       | 0:59,71 | 0:59,32 | 1:59,03 | +3,15    |
| 16        | Markus Penz         | Österrike      | 0:59,55 | 0:59,51 | 1:59,06 | +3,18    |
| 17        | Kevin Ellis         | USA            | 0:59,46 | 0:59,75 | 1:59,21 | +3,33    |
| 18        | Masaru Inada        | Japan          | 0:59,63 | 0:59,74 | 1:59,37 | +3,49    |
| 19        | Patrick Singleton   | Bermuda        | 1:00,06 | 0:59,75 | 1:59,81 | +3,93    |
| 20        | David Connolly      | Irland         | 0:59,97 | 1:00,00 | 1:59,97 | +4,09    |
| 21        | Tyler Botha         | Sydafrika      | 0:59,43 | 1:00,63 | 2:00,06 | +4,18    |
| 22        | Shaun Boyle         | Australien     | 1:00,13 | 1:00,00 | 2:00,13 | +4,25    |
| 23        | Kang Kwang Bae      | Sydkorea       | 1:00,41 | 0:59,88 | 2:00,29 | +4,41    |
| 24        | Frank Rommel        | Tyskland       | 0:59,94 | 1:00,41 | 2:00,35 | +4,47    |
| 25        | Chris Soule         | USA            | 1:00,33 | 1:00,90 | 2:01,23 | +5,35    |
| 26        | Nikolai Nimac       | Kroatien       | 1:01,86 | 1:02,44 | 2:04,30 | +8,42    |
| 27        | Patrick Antaki      | Libanon        | 1:03,01 | 1:01,43 | 2:04,44 | +8,56    |